# Tatocnemis crenulatipennis
Tatocnemis crenulatipennis – gatunek ważki z monotypowej rodziny Tatocnemididae. Endemit Madagaskaru; znany tylko z dwóch znacznie od siebie oddalonych stanowisk w północno-zachodniej (miejsce typowe) i wschodniej części wyspy, skąd pozyskano okazy w 1951 i 1956 roku.